# 谢尔盖·尼古拉耶维奇·雷日科夫
谢尔盖·尼古拉耶维奇·雷日科夫（俄语：Сергей Николаевич Рыжиков，羅馬化：Sergey Nikolayevich Ryzhikov，1974年8月19日—）是俄罗斯第121位宇航员，世界第546位宇航员。

## 早年
出生于苏联韃靼蘇維埃社會主義自治共和國布古利馬。1991年毕业于下瓦爾托夫斯克的一所高中。1996年毕业于卡恰航空军事学校。毕业后在二手来空军服役，1996年10月至1997年2月在萨拉托夫州某地第37空军团担任飞行员，1997年2月至7月在特维尔州安德烈亞波爾第76空军特种部队后卫战斗机航空团担任高级飞行员。1997年7月开始担任赤塔州某地第14空军战斗机团指挥官，获得2级军事飞行员资格。有驾驶L-39信天翁教练机（287小时）和米格-29戰鬥機（超过150小时）的丰富经验。累计飞行时间超过700小时。

## 生涯
在通过俄罗斯科学院生物医学问题研究所的体检后，他于2006年10月11日成为测试宇航员候选人。2007年2月26日，他开始接受基础太空飞行训练。2008年6月16日至22日期间，他在乌克兰塞瓦斯托波尔与美国宇航员候选人一起参加了特殊训练。2009年6月2日完成太空训练，并以优异成绩通过最后考验，6月9日获得测试宇航员资格。2010年7月15日至17日，他与奥列格·诺维茨基和叶莲娜·谢罗娃一起在哈萨克斯坦参加了沙漠生存训练。

### 远征49/50
2016年10月19日，他作为指令长，与安德烈·鲍里先科、美国宇航员沙恩·金布罗乘坐联盟MS-02载人飞船，在哈萨克斯坦的拜科努尔发射场升空，前往国际空间站。任务呼号“骄子”（Фаворы）。
2017年4月10日阿斯塔纳时间17时21分，联盟MS-02飞船成功降落在卡拉干達州西南方向约147公里处。
统计
| # | 往返载具  | 发射时间（UTC）      | 任务代号  | 着陆时间（UTC）       | 时长总计     | 舱外活动次数 | 舱外活动时长 |
| - | --------- | -------------------- | --------- | --------------------- | ------------ | ------------ | ------------ |
| 1 | 联盟MS-02 | 2016年10月19日8时5分 | 远征49/50 | 2017年4月10日11时21分 | 173日3时15分 | 0            | 0            |
|   |           |                      |           |                       | 173日3时15分 | 0            | 0            |

## 荣誉

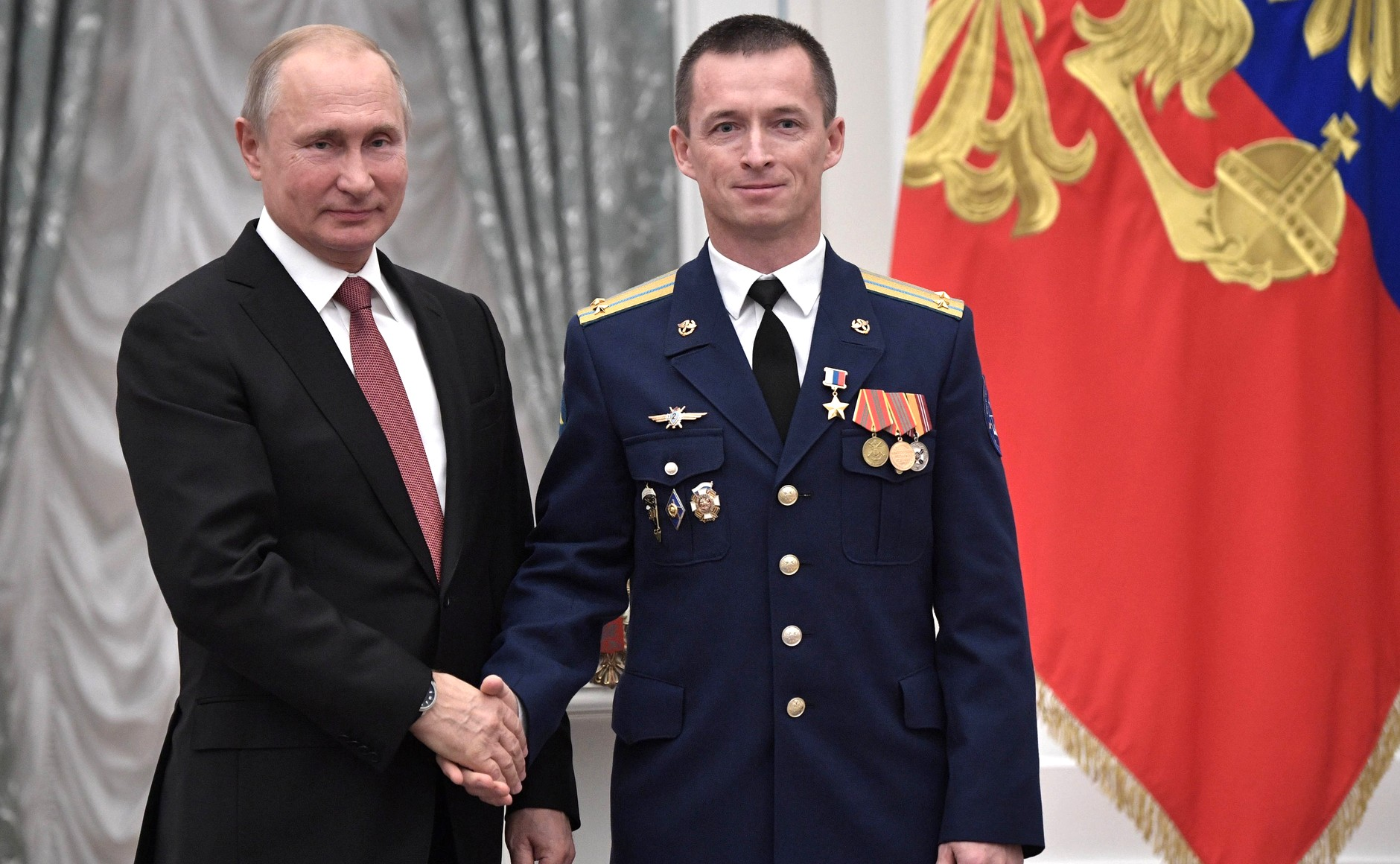
授奖仪式

- 俄罗斯联邦宇航员和俄罗斯联邦英雄荣誉称号（2018年）
- 布古利馬區荣誉市民（2018年12月17日）[7]